# Металургів (станція метро)
«Металу́ргів» — станція Центрально-Заводської лінії Дніпровського метрополітену. Розташована між станціями «Метробудівників» та «Заводська».
Відкрита 29 грудня 1995 року в першій черзі побудови метрополітену в Дніпрі. Станція отримала назву «Металургів» через поруч розташований Дніпровський металургійний завод.
Станція має два виходи на поверхню та підземний тунель, який веде до входу до металургійного заводу, поруч з яким знаходиться залізнична станція Горяїнове Придніпровської залізниці.
Розташована на проспекті Сергія Нігояна біля входу до металургійного металургійного заводу, звідки й назва. Неподалік від станції на проспекті Сергія Нігояна розташований Будинок органної і камерної музики.
Тип станції — односклепінна глибокого закладення. Довжина посадкових платформ — 102 м.
Режим роботи — 05:35—23:00.
Мобільне покриття відсутнє.
Станція без колійного розвитку.

## Проектні назви
Станція мала проектну назву «Брянська», так як до 1917 року Дніпровський металургійний завод називався Олександрівським Південноросійським залізоробним і залізопрокатним заводом Брянського акціонерного товариства. Заводу було дано ім'я імператора Олександра III. Згодом завод був відомий як Брянський завод, або просто Брянка.
Інший варіант назви станції — «Петрівка», оскільки після перейменування заводу і зміни поколінь місцевих мешканців назва «Брянка» трансформувалося у відповідності з назвою металургійного заводу, на той час носив ім'я Григорія Петровського.

## Галерея

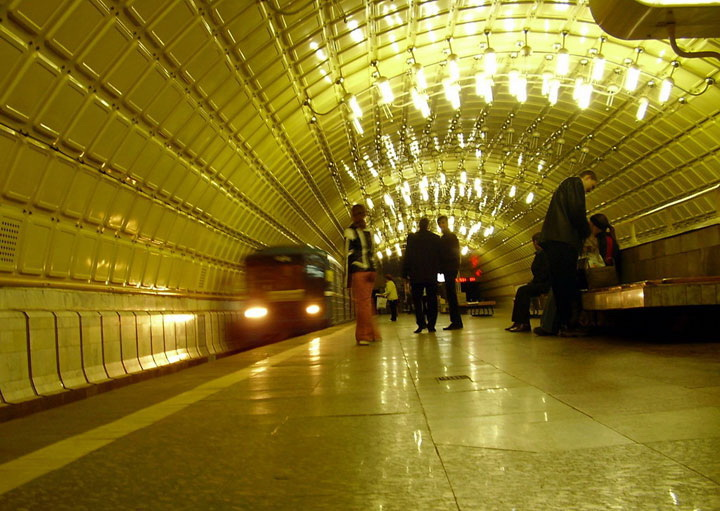
Прибуття потяга на станцію
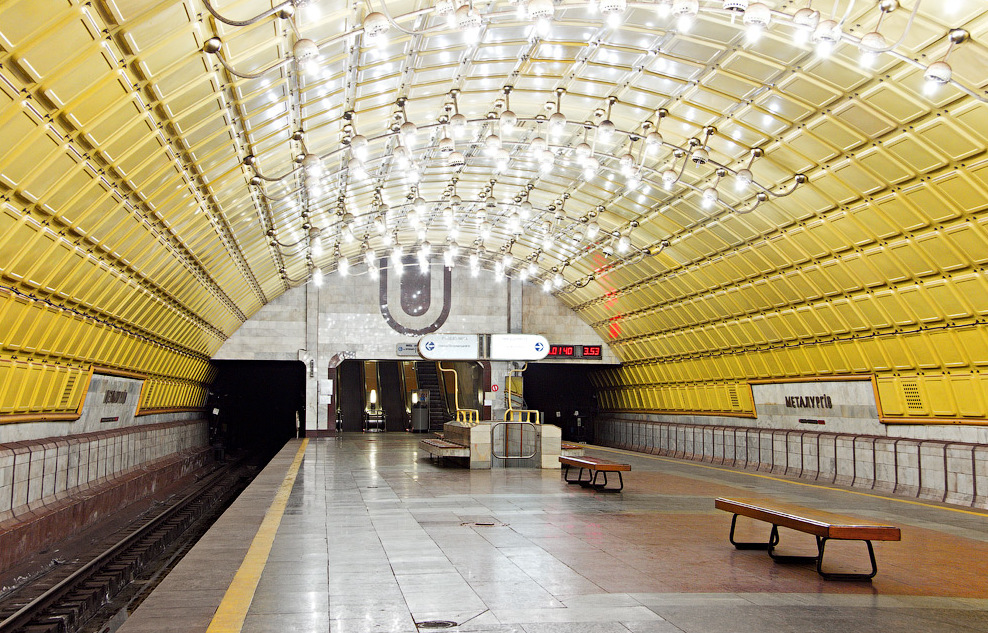
Вигляд на станцію в повному об'ємі
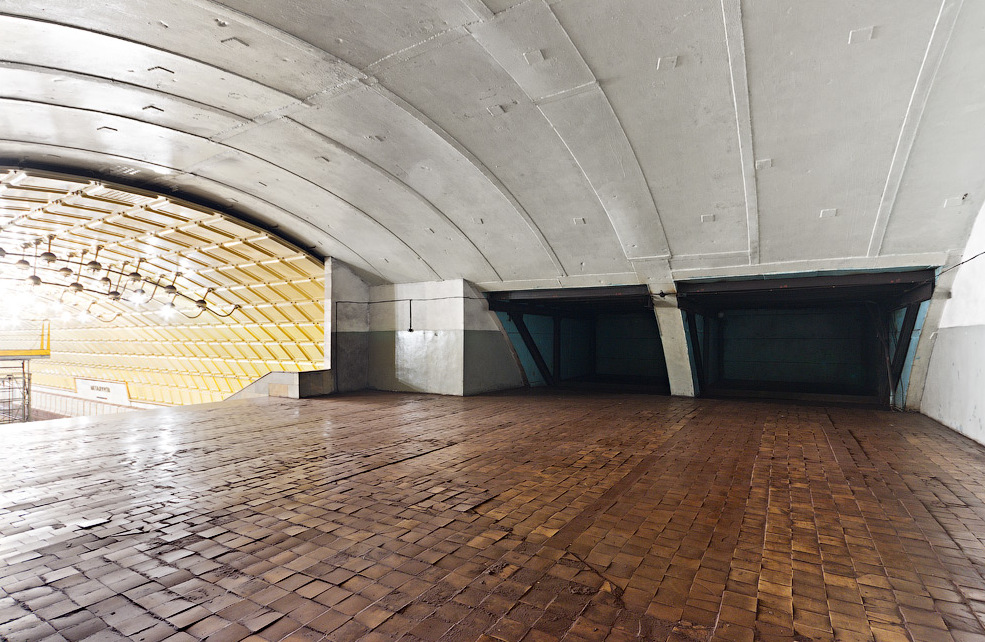
Вхід на станцію
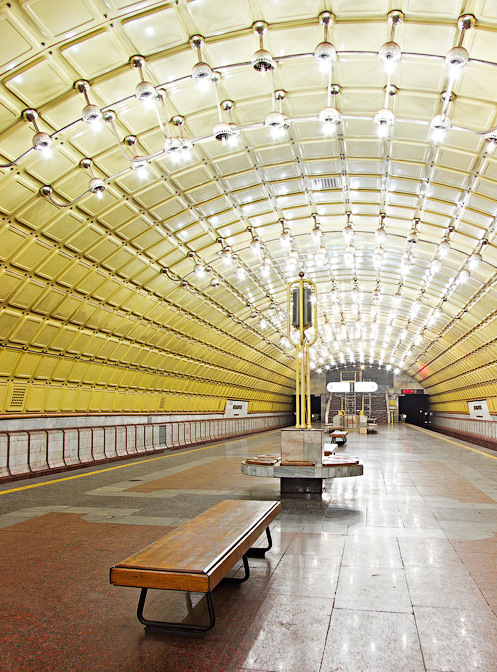
Зала станції
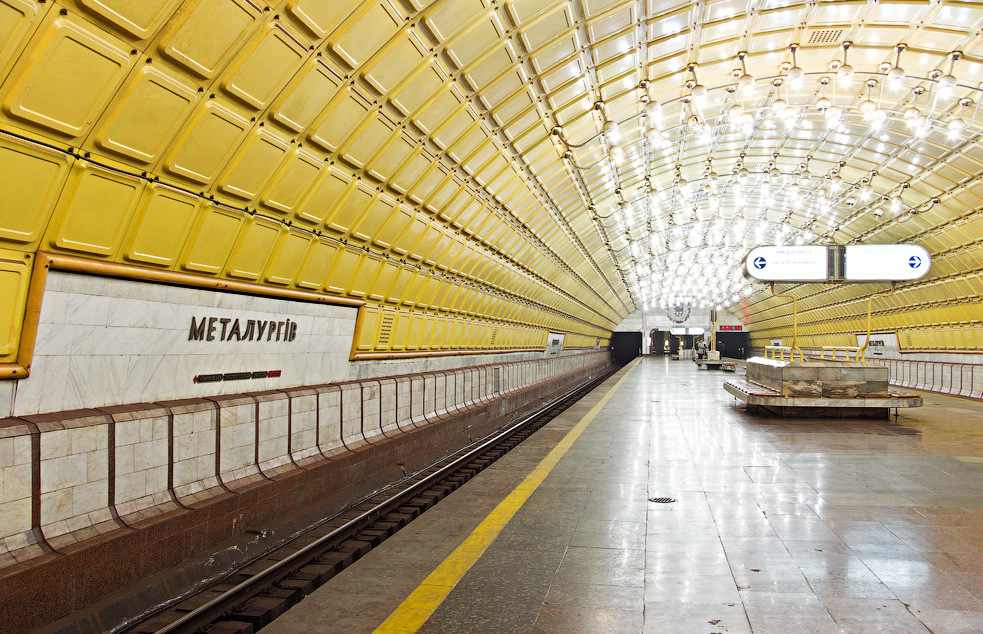
Колійна стіна